# Petro Chamczuk
Petro Michajłowycz Chamczuk (ukr. Петро Михайлович Хамчук) ur. 26 lipca 1919 we wsi Czarnokońce Wielkie, zm. 21 stycznia 1947 w okolicach wsi Jabłoniwka (wg innych źródeł zmarł rok później) – ukraiński działacz nacjonalistyczny, członek Organizacji Ukraińskich Nacjonalistów, dowódca sotni Ukraińskiej Powstańczej Armii (UPA) o pseudonimie „Bystryj”.
Odpowiedzialny za szereg zbrodni na polskiej ludności cywilnej w latach 1944–1945.

## Życiorys
Urodził się w 1919 roku w Czarnokońcach Wielkich (obecnie obwód tarnopolski, Ukraina). Od młodości zaangażowany w działalność nacjonalistyczną. W czasie II wojny światowej działał w strukturach OUN, a następnie objął dowództwo sotni UPA o nazwie „Siry Wowky” (Szare Wilki), działającej w rejonie Buczacza.
Chamczuk i jego sotnia działali w ramach szerzej zakrojonej kampanii czystek etnicznych przeciwko ludności polskiej.

## Zbrodnie wojenne
- Zbrodnia w Puźnikach (12–13 lutego 1945) – zamordowano od 50 do 130 osób. Wieś została spalona.[1][3]
- Zbrodnia w Czerwonogrodzie – śmierć co najmniej 55 osób, w tym 2 zakonnice w klasztorze w Nyrkowie.[1]

## Śmierć
Zginął 21 stycznia 1947 roku w starciu z oddziałem NKWD w okolicach Jabłoniwki. Miejsce pochówku pozostaje nieznane.

## Upamiętnienie
W 2014 roku w Czortkowie (obwód tarnopolski) postawiono pomnik ku jego czci.

## Kontrowersje
Postać Chamczuka wzbudza kontrowersje. W Polsce uważany jest za zbrodniarza wojennego odpowiedzialnego za ludobójstwo na ludności cywilnej. W części środowisk ukraińskich postrzegany jest jako bohater walki niepodległościowej.